# Pisy
Pisy là một xã của Pháp,tọa lạc ở tỉnh Yonne trong vùng Bourgogne. Pisy nằm ở độ cao khoảng 376 m, là xã lớn nhất trong tổng Guillon.

## Hành chính
| Danh sách các thị trưởng               |           |                      |      |         |
| Giai đoạn                              | Giai đoạn | Tên                  | Đảng | Tư cách |
| 1900                                   | 1904      | Charles Raverat      |      |         |
| 1904                                   | 1912      | Victor Canat         |      |         |
| 1912                                   | 1919      | Hippolyte Chevreteau |      |         |
| 1919                                   | 1920      | Ulysse Gascard       |      |         |
| 1920                                   | 1924      | Hippolyte Gascard    |      |         |
| 1924                                   | 1927      | Pierre Jacob         |      |         |
| 1927                                   | 1929      | Achille Dignat       |      |         |
| 1929                                   | 1953      | Lucien Jeannin       |      |         |
| 1953                                   | 1971      | Fernand Gueniffey    |      |         |
| 1971                                   | 1988      | Jean-Paul Batault    |      |         |
| 1988                                   | 2008      | Bernard Jeannin      |      |         |
| Tất cả các dữ liệu trước đây không rõ. |           |                      |      |         |

## Thông tin nhân khẩu
| 1793 | 1800 | 1806 | 1821 | 1831 | 1836 | 1841 | 1846 | 1851 |
| ---- | ---- | ---- | ---- | ---- | ---- | ---- | ---- | ---- |
| 407  | 386  | 397  | 357  | 403  | 384  | 390  | 389  | 405  |

| 1856 | 1861 | 1866 | 1872 | 1876 | 1881 | 1886 | 1891 | 1896 |
| ---- | ---- | ---- | ---- | ---- | ---- | ---- | ---- | ---- |
| 386  | 376  | 360  | 335  | 331  | 295  | 299  | 283  | 260  |

| 1901 | 1906 | 1911 | 1921 | 1926 | 1931 | 1936 | 1946 | 1954 |
| ---- | ---- | ---- | ---- | ---- | ---- | ---- | ---- | ---- |
| 239  | 239  | 237  | 216  | 200  | 188  | 190  | 172  | 166  |

| 1962                                         | 1968 | 1975 | 1982 | 1990 | 1999 | 2006 | - | - |
| -------------------------------------------- | ---- | ---- | ---- | ---- | ---- | ---- | - | - |
| 151                                          | 130  | 105  | 107  | 90   | 80   | -    | - | - |
| Số liệu kể từ 1962 : dân số không tính trùng |      |      |      |      |      |      |   |   |